# Зеркло
Зеркло — село в Шарлыкском районе Оренбургской области, центр Зерклинского сельсовета.

## История
С. Зеркло основано в 1829 году на Оренбургском - Казанском тракте вблизи речки Зеркло, впадающей в Салмыш справа. С самого начала поселение имело два названия - официально - Георгиевка, после основания поселения Новогеоргиевка на левой стороне Салмыша - Старая Георгиевка, и неофициальное - Зирекла (Зерекла). Название Зерекло (Зерекла) стало наименованием и реки и села.

## Происхождение названия
Происходит оно возможно:
1.От башкирского "Зирекле" - ольховая, на русский манер "Зеркло", в этих местах и в настоящее время встречаются ольховые деревья,
2.Oт названия прежнего места жительства переселенцев - Ольховатки - что означает в переводе на татарский "зирекле" для соседей - татар сел Юзеево и Мустафино.

## Население
| 2010 |
| ---- |
| 299  |